# Imar
Imar Arad este o companie producătoare de mobilă din România.
Imar este unul dintre cei mai vechi producători locali de mobilă, bazele companiei fiind puse în anul 1891.
Acționarul majoritar al Imar, cu 92,52% din titluri, este Antreprenor RK, înregistrat în București.
Acționarul acestei entități este firma Kalina Trust, înregistrată în Elveția.
Conform informațiilor din presă, firma este controlată indirect de omul de afaceri George Păunescu.
Număr de angajați:
- 2010: 160[1]
- 2008: 450[2]
- 2004: 1.400[1]

Cifra de afaceri:
- 2009: 3,5 milioane euro[1]
- 2008: 3,8 milioane euro[1]
- 2004: 11,7 milioane euro[1]